# La Unión (Valle del Cauca)
La Unión – miasto w Kolumbii, w departamencie Valle del Cauca.